# Эритризм

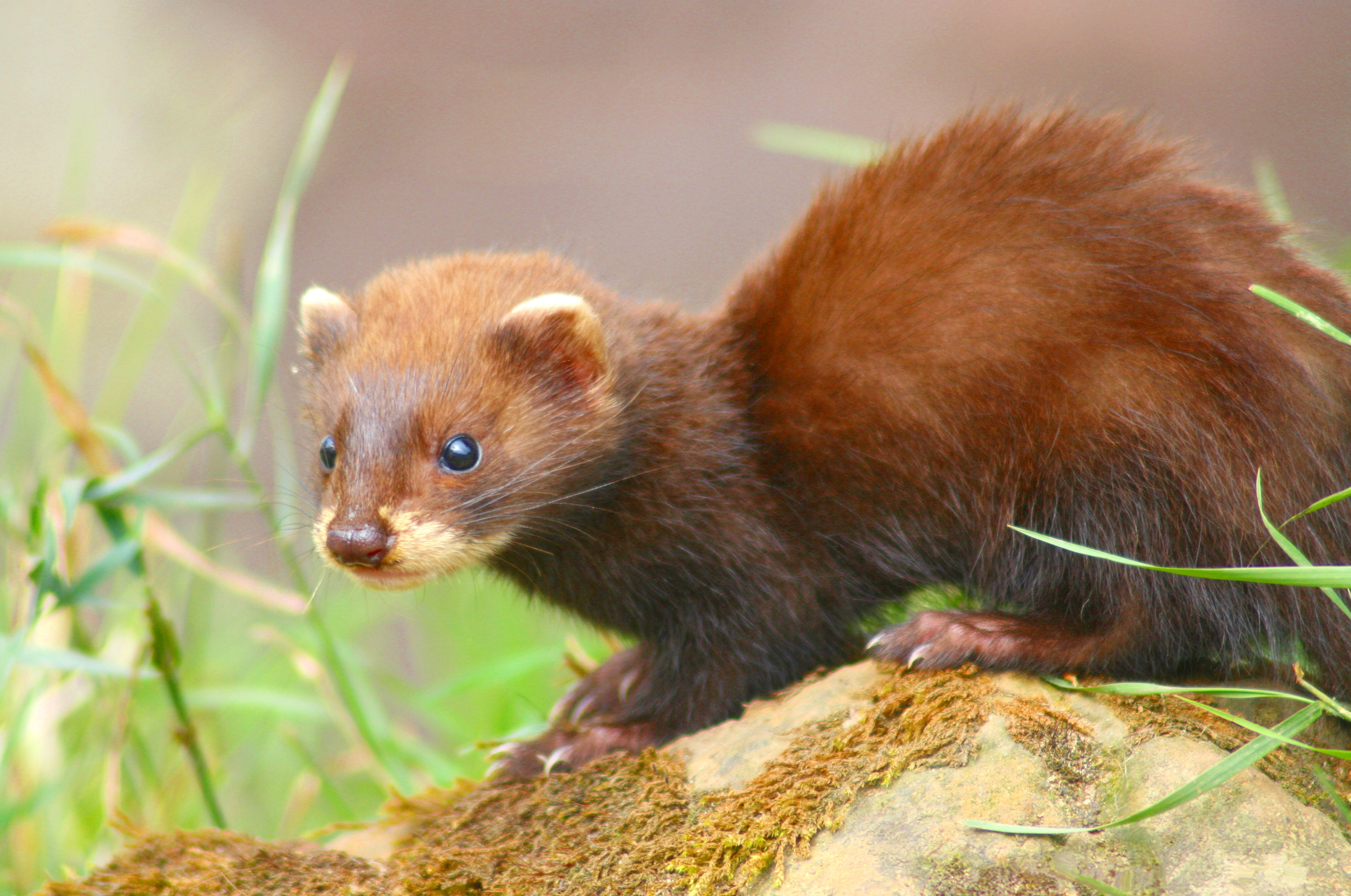
Лесной хорёк с аномальной рыжей шерстью.

Эритризм (от др.-греч. ἐρυθρός «красный») — нарушение пигментации наружных покровов (кожи, шерсти, перьев, чешуи, яичной скорлупы) у какого-либо вида организмов в пользу красного, оранжевого или розоватого цвета. Это может быть вызвано или излишним количеством красного пигмента, или недостатком чёрного (амеланизм) вследствие генетических мутаций. Иногда аномальная окраска может быть вызвана питанием, например, у пчёл, питающихся соком мараскиновой вишни.

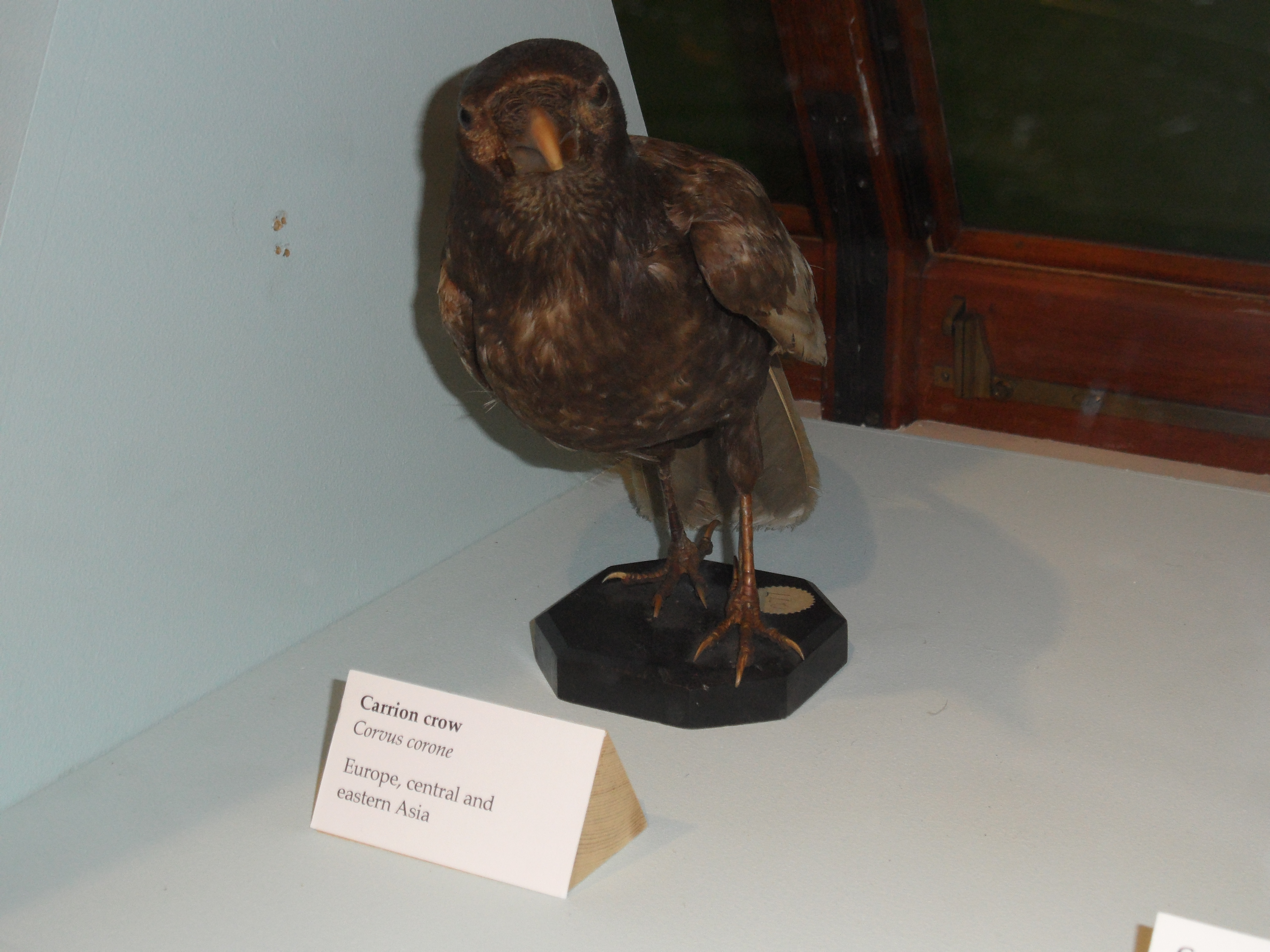
Чучело вороны с эритризмом

Эритризм встречается у кузнечиков, причём красная окраска может служить камуфляжем на растениях такого же цвета.